# Mhaïreth
Mhaïreth ou M'Heirth est l'une des plus grandes oasis de l'Adrar en Mauritanie. Elle s'étend sur près de sept kilomètres.
Elle est située entre l'oasis de Tergit et les monts Zarga, à quelques kilomètres de la petite oasis de Varesse. Mhaïreth se distingue par ses bons exemples d'architecture populaire mauritanienne.
Sur le plan administratif, Mhaïreth fait partie de la commune de Maaden, rattachée à la moughataa (département) d'Aoujeft.

## Galerie

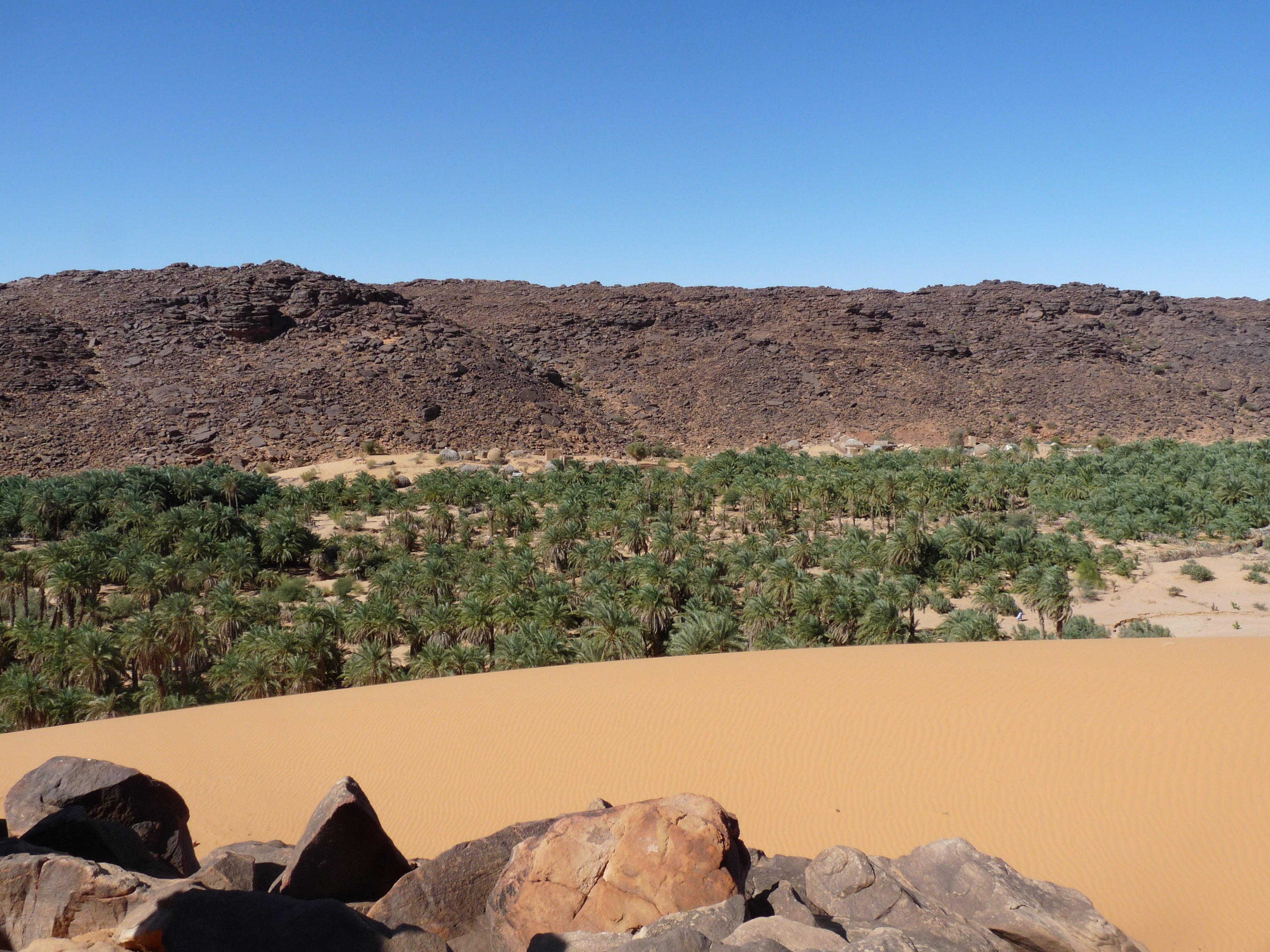
La palmeraie, entre roches et dunes.
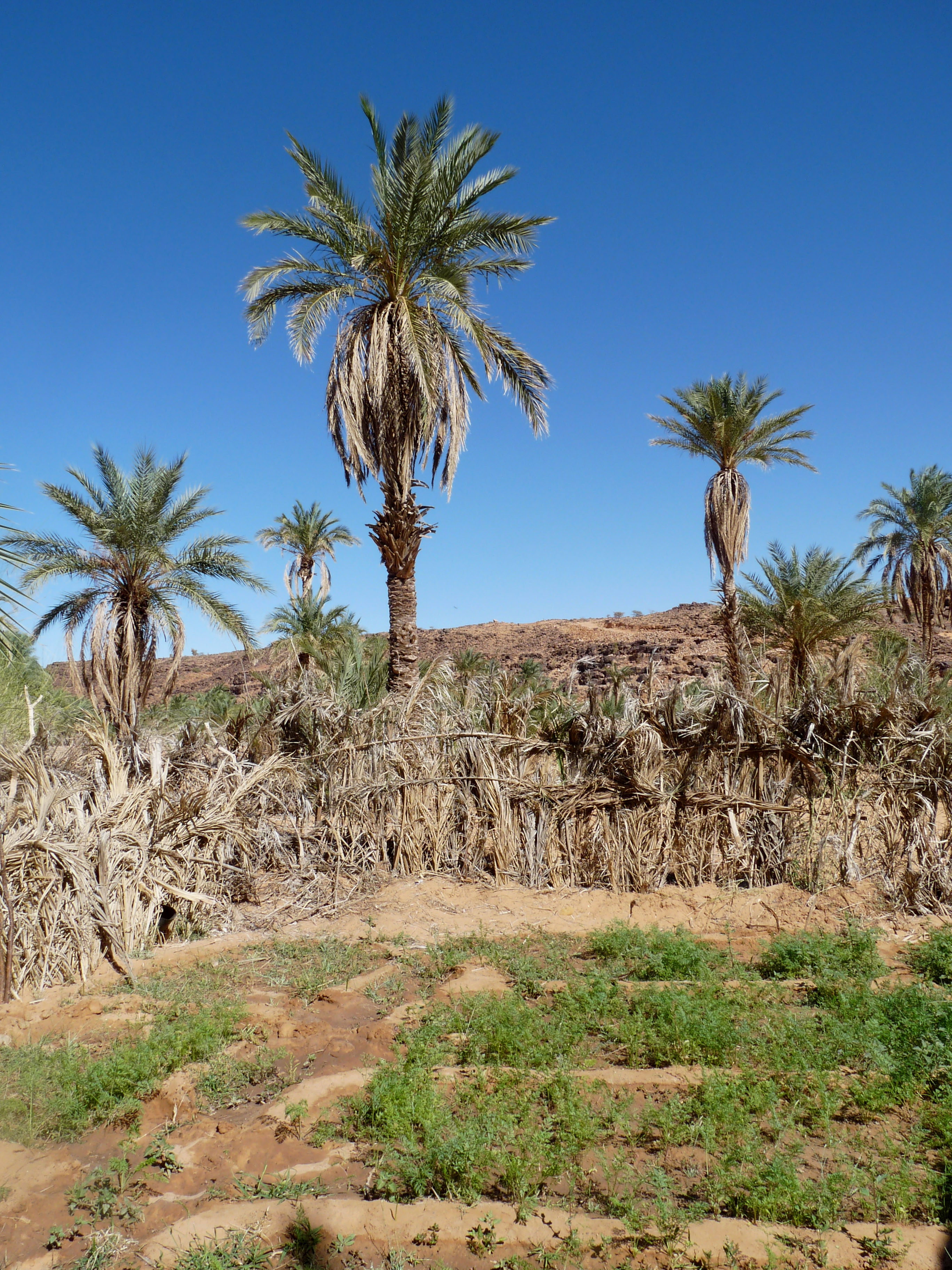
Cultures vivrières.
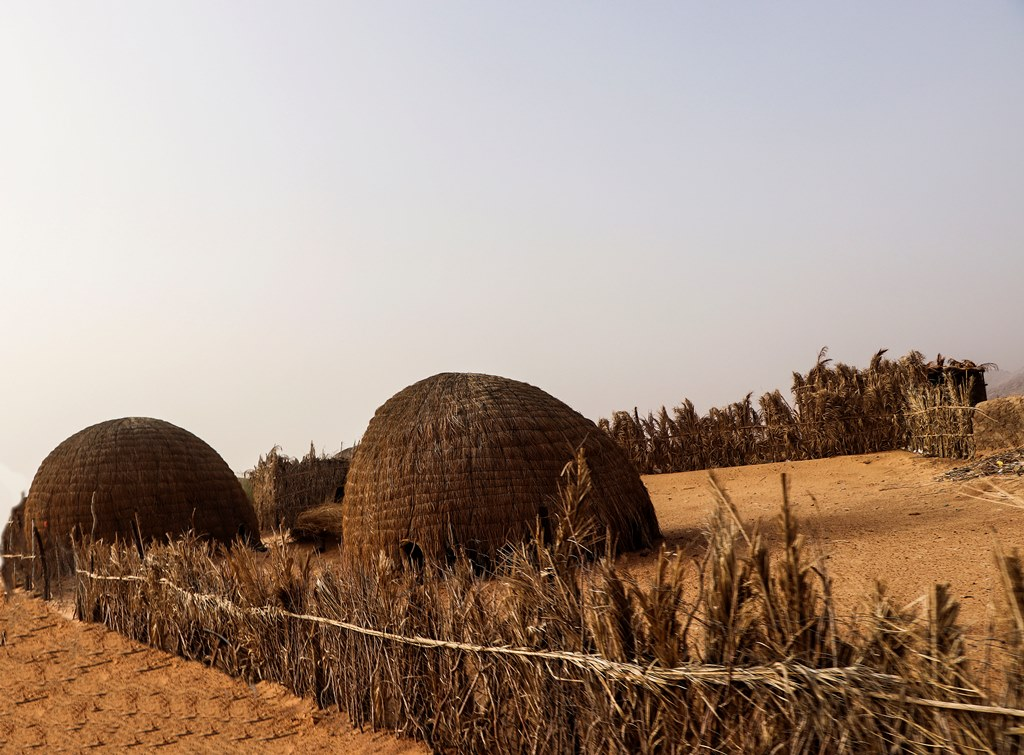
Deux tikitts clôturés par une zeriba.
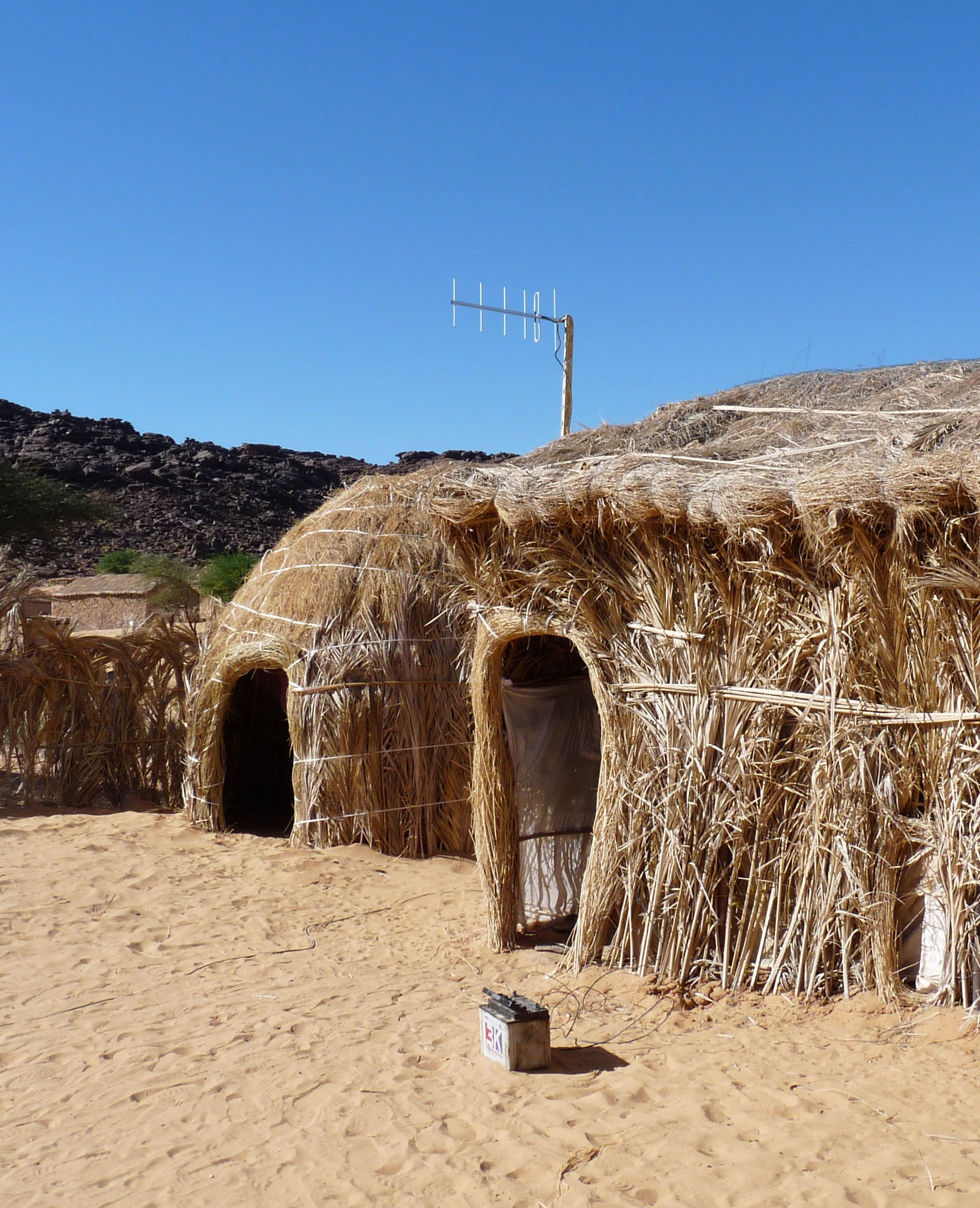
Tikitt en palmes tressées, avec la télévision.